# Öblivïon
 (novembre 2018).
Öblivïon est un groupe de power metal français originaire des régions Auvergne-Rhône-Alpes et Provence-Alpes-Côte d'Azur et basé à Grenoble. Il est formé en 2016 par les deux frères Jo et David Amore après leur séparation avec le groupe Nightmare. Öblivïon pratique un heavy metal tirant parfois sur le power metal. Leur premier album Resilience est sorti le 23 février 2018 sur le label Rock of Angels Records.